# 港灣道

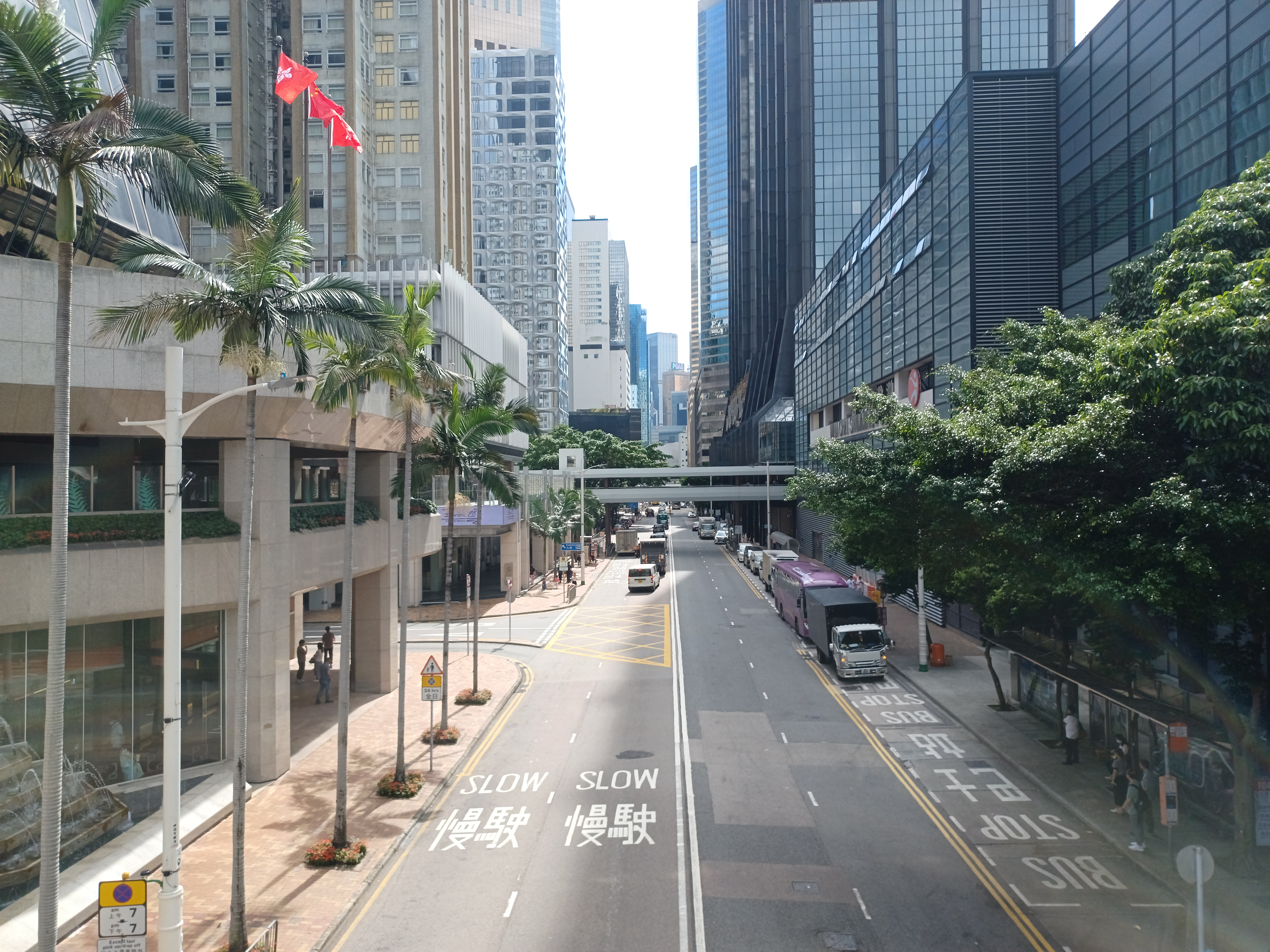
港灣道東端近杜老誌道（2023年7月）

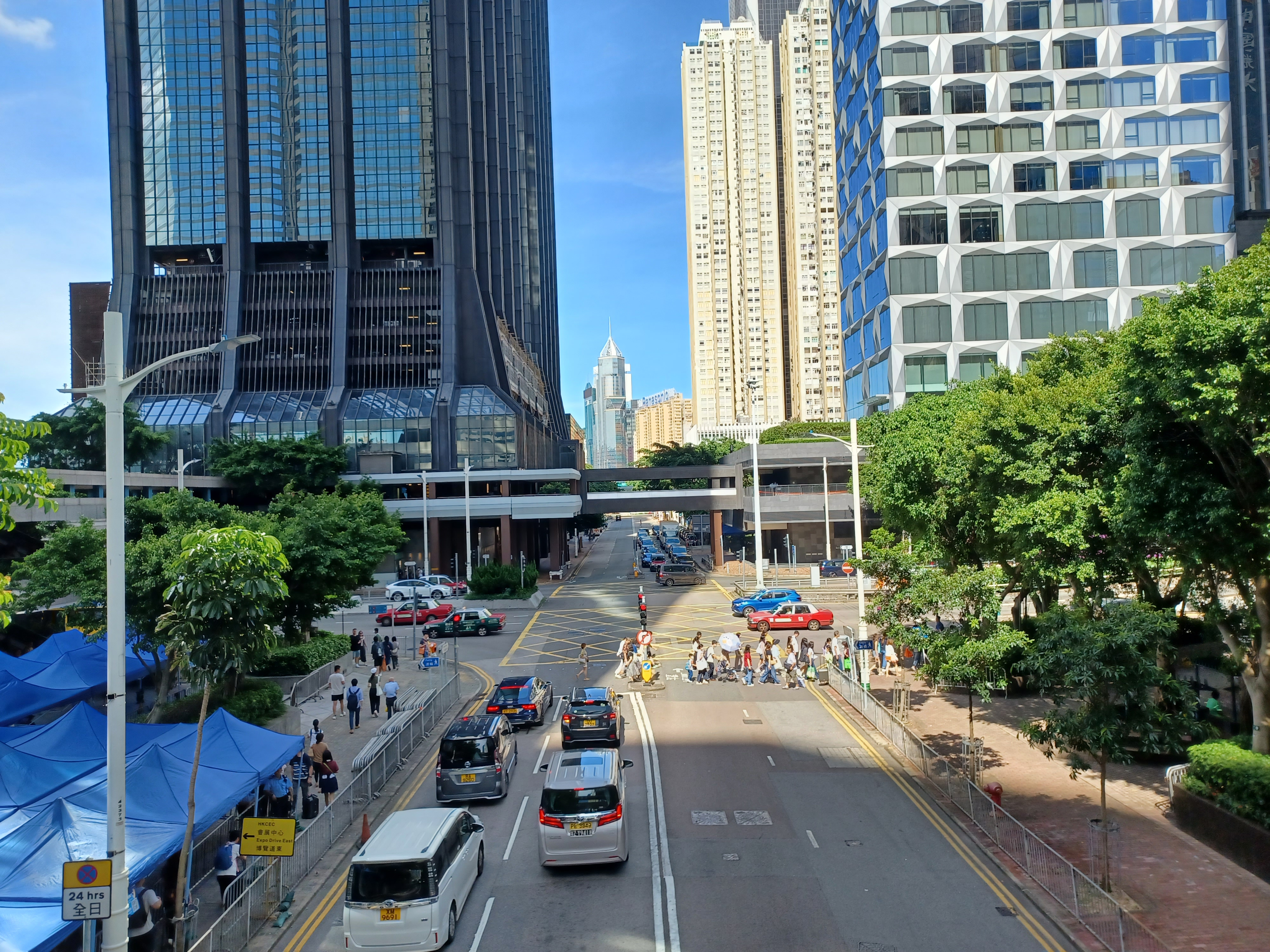
港灣道近菲林明道

港灣道（英語：Harbour Road）是香港灣仔區的一條道路，位於香港島灣仔北部。道路西端連接分域碼頭街和分域街交匯處，中段與菲林明道及東端與杜老誌道垂直交接，與會議道及告士打道大致平行。
港灣道是每年農曆新年舉行的香港新春花車巡遊的路線之一。

## 歷史
1970年至1974年初期間，工展會曾於灣仔新填地舉行，位置位於港灣道近香港會議展覽中心第一期一帶空地。當時香港各填海區相繼發展，當局認為適合舉辦大型戶外活動的場地不足，工展會於1974年至1994年間停辦。
1975年，政府收回前工展會用地闢建港灣道，同時配合地鐵建造工程，1976年，劃出現時會展舊翼用地給地鐵公司作為地鐵工程工地，收集車站施工期間的建築廢料。
1983年，香港貿易發展局時任主席鄧蓮如動議興建會展，翌年與新世界發展簽署合約，新世界負責興建會展中心及配套設施。會展於1988年落成啟用，上蓋物業於1989年內全面入伙。港灣道定線在會展施工期間亦有所調整。
自稅務大樓、中環廣場於1991年至1992年間相繼完工後，港灣道不論定線及沿線建築方面已變化不大。因應港鐵沙中綫工程，興建會展站涉及重置港灣道體育館及灣仔游泳池，同時華潤集團也為華潤大廈翻新，香港展覽中心及港灣道花園亦先後重新發展。預計未來數年，港灣道一帶人流將有重大變化。

## 沿路地標
| - 香港會議展覽中心 - 港灣道花園 - 港灣消防局 - 香港藝術中心 - 香港君悅酒店 - 萬麗海景酒店 - 香港瑞吉酒店 - 瑞安中心 | - 灣仔政府大樓 - 中環廣場 - 鷹君中心 - 華潤大廈 - 新鴻基中心 - 港灣道體育館 - 灣仔訓練池 |

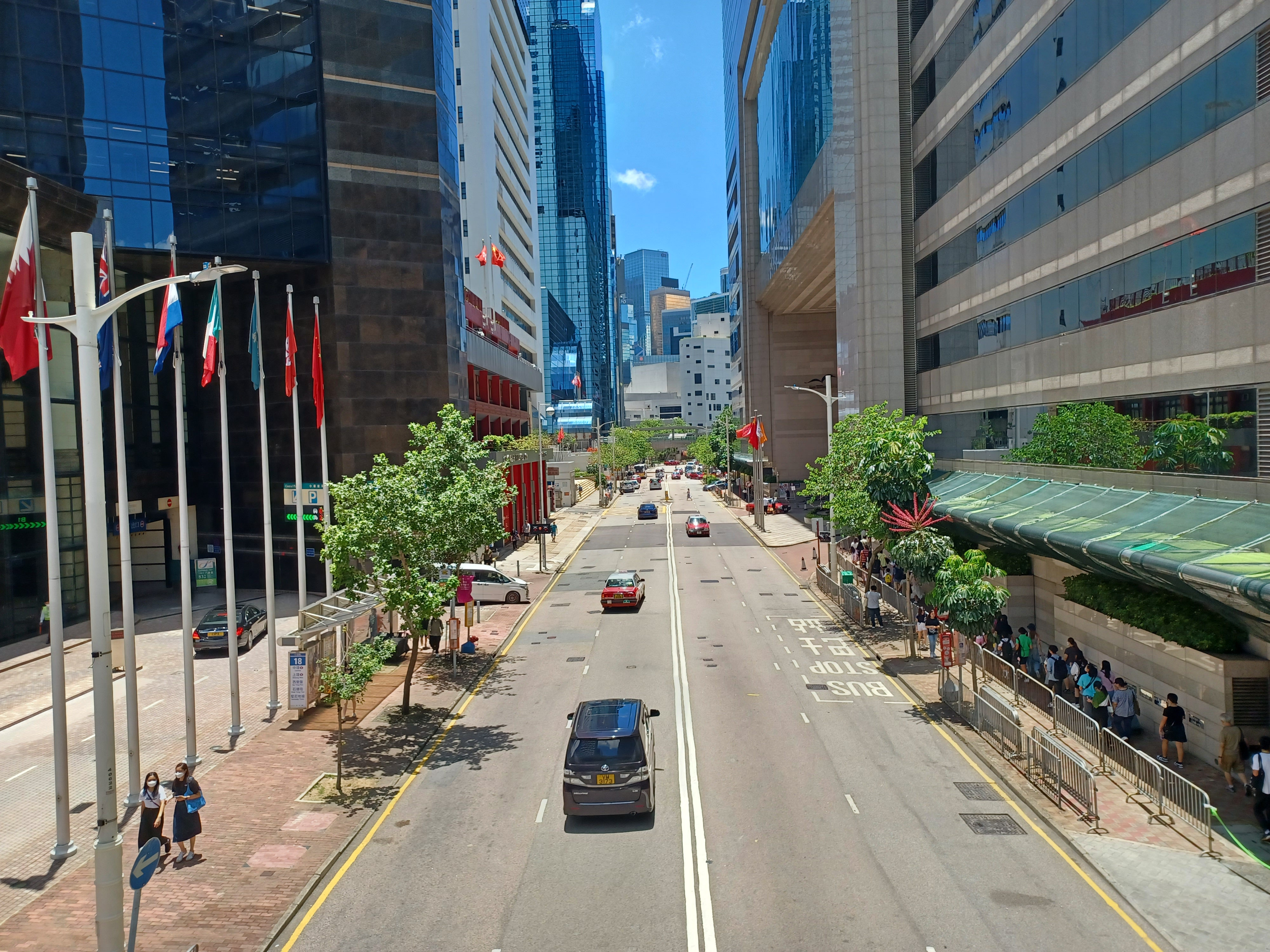
港灣道近香港會議展覽中心
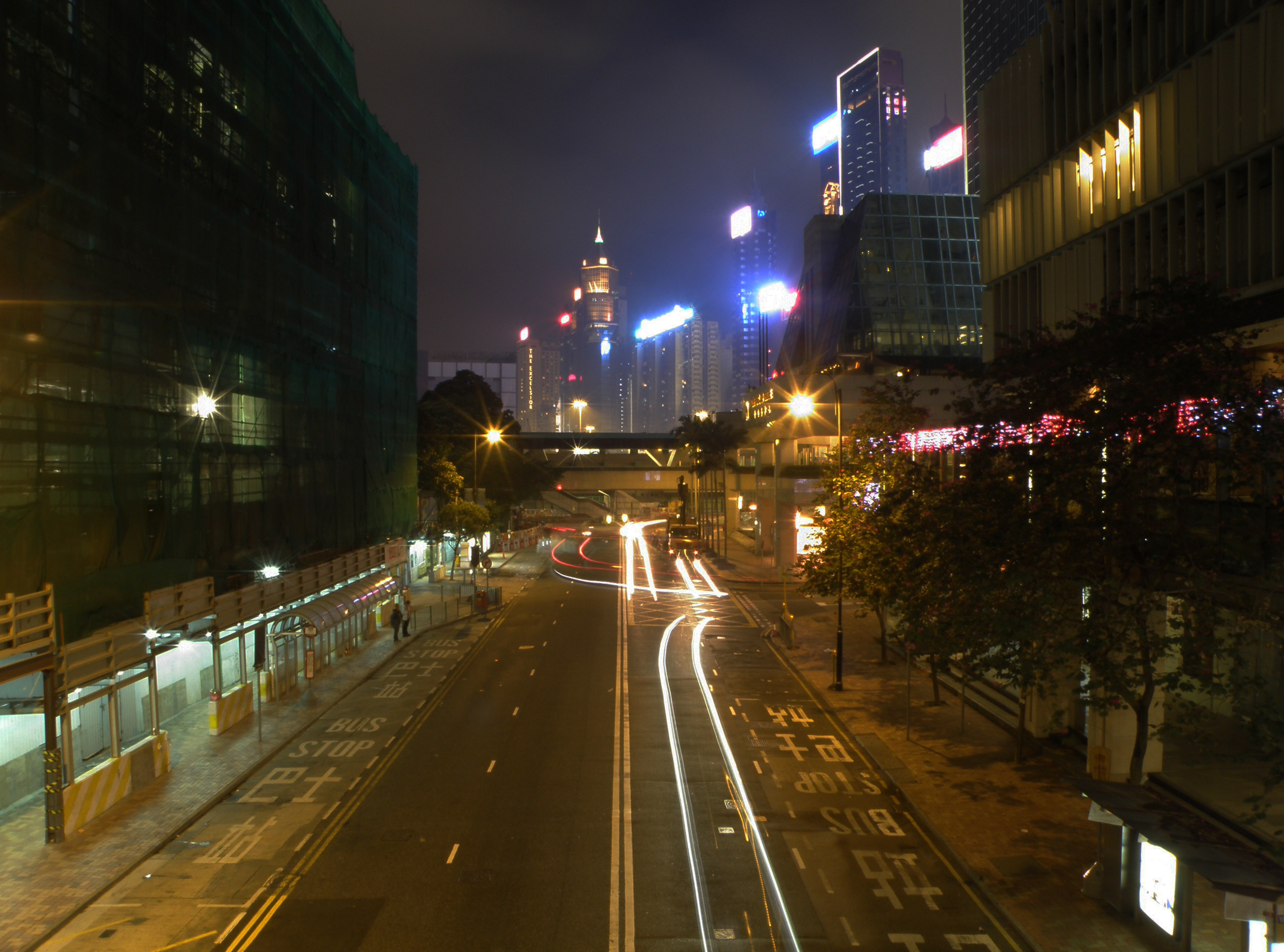
港灣道夜景
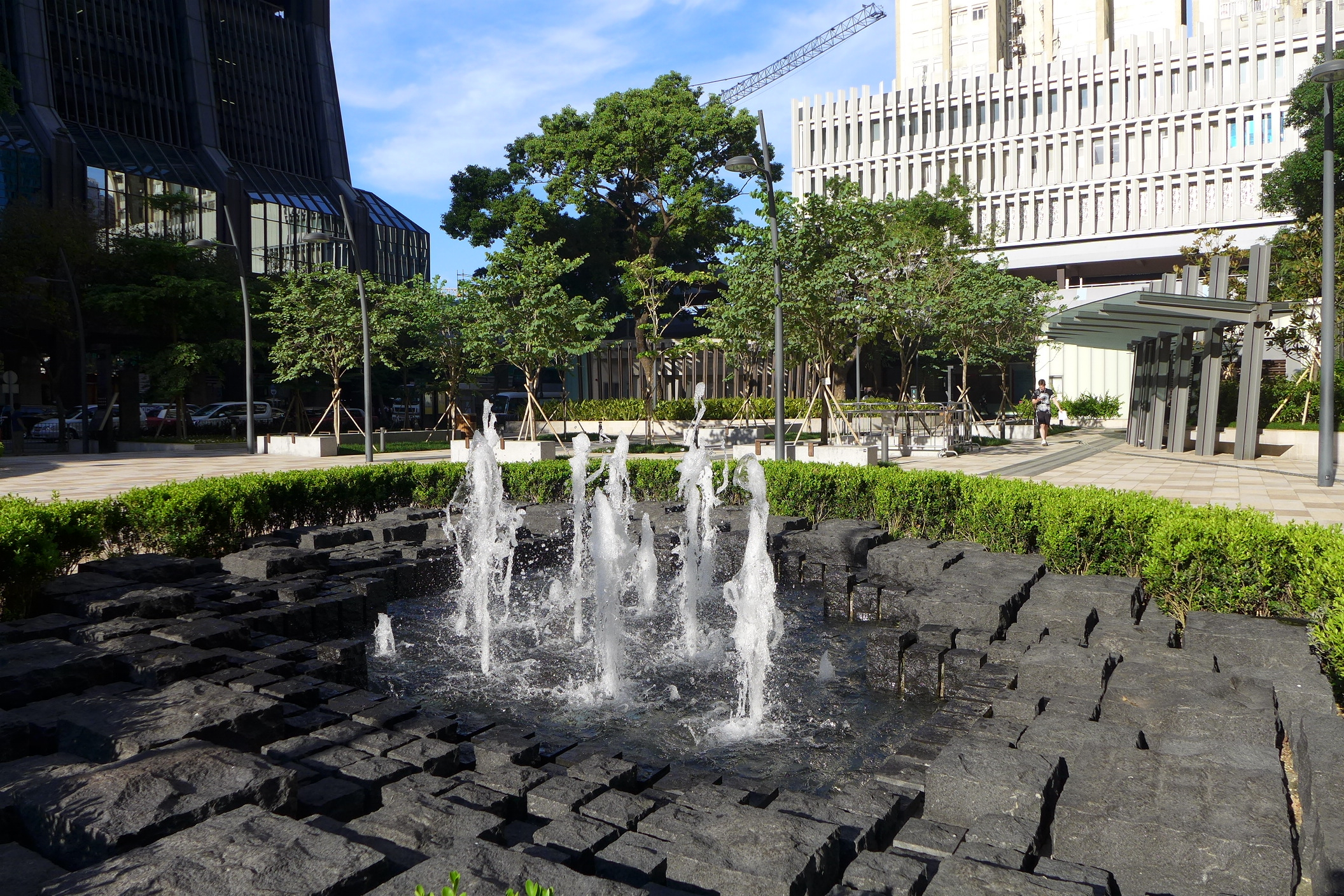
港灣道花園
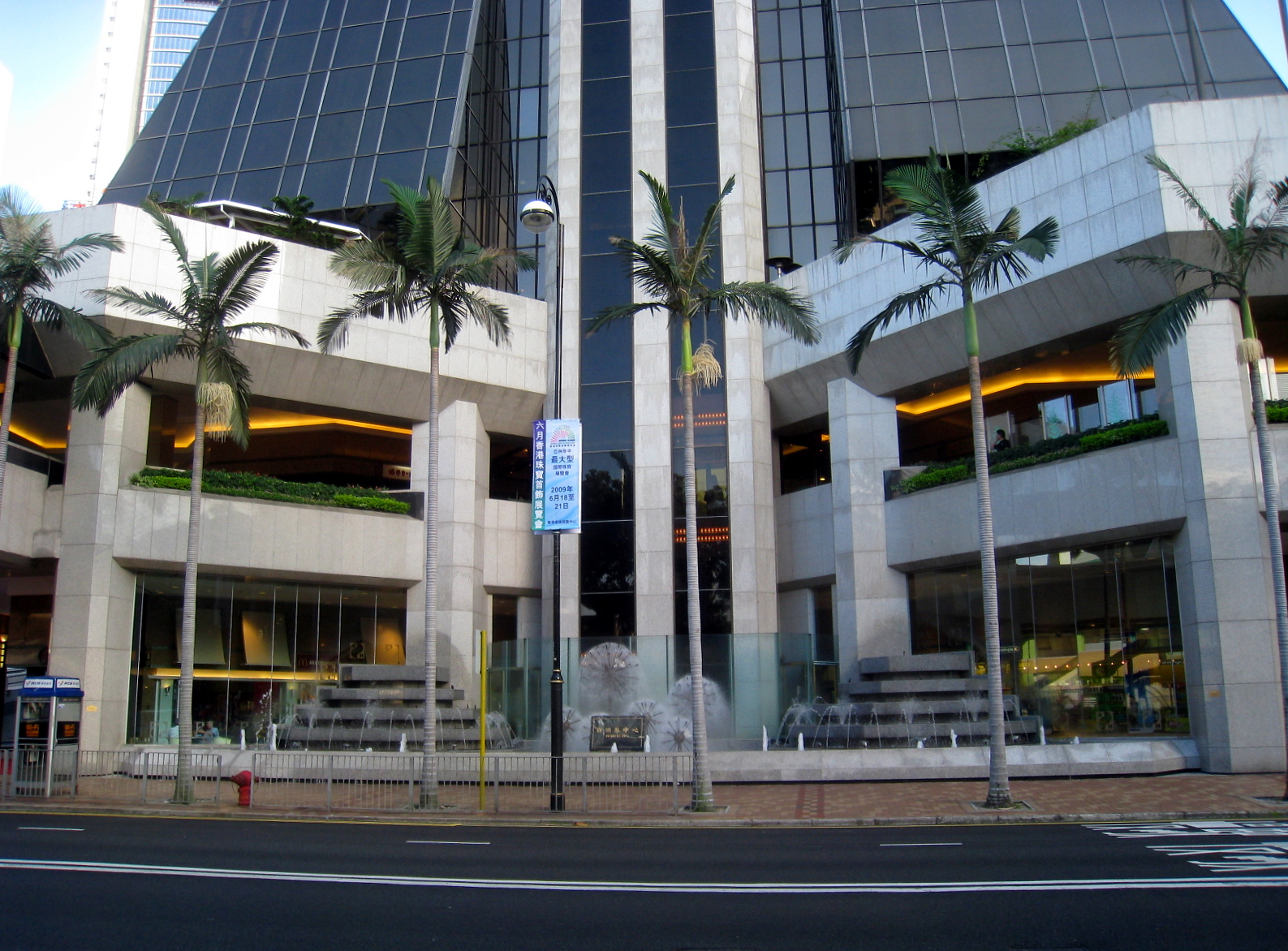
新鴻基中心入口水池

## 交通
港鐵：
- █  東鐵綫：會展站 B3出口

### 過海隧道巴士905P線
- 荔枝角 → 灣仔（港灣道）

## 外部連結
- 港灣道位置圖

22°16′51″N 114°10′29″E / 22.2807029°N 114.1747549°E